# Team Katusha Alpecin 2017
Questa voce raccoglie le informazioni riguardanti la squadra ciclistica Team Katusha-Alpecin nelle competizioni ufficiali della stagione 2017.

## Organico

### Staff tecnico
|  | Naz.                  | Ruolo  | Sportivo           |  |  |  |
|  | --------------------- | ------ | ------------------ |  |  |  |
|  | Portogallo (bandiera) | GM, DS | José Azevedo       |  |  |  |
|  | Italia (bandiera)     | DS     | Claudio Cozzi      |  |  |  |
|  | Spagna (bandiera)     | DS     | Xavier Florencio   |  |  |  |
|  | Russia (bandiera)     | DS     | Dmitrij Konyšev    |  |  |  |
|  | Russia (bandiera)     | DS     | Gennadij Michajlov |  |  |  |
|  | Germania (bandiera)   | DS     | Torsten Schmidt    |  |  |  |

### Rosa
|  | Naz.                   |  | Sportivo            | Anno |  |  |
|  | ---------------------- |  | ------------------- | ---- |  |  |
|  | Russia (bandiera)      |  | Maksim Bel'kov      | 1985 |  |  |
|  | Belgio (bandiera)      |  | Jenthe Biermans     | 1995 |  |  |
|  | Norvegia (bandiera)    |  | Sven Erik Bystrøm   | 1992 |  |  |
|  | Portogallo (bandiera)  |  | José Gonçalves      | 1989 |  |  |
|  | Austria (bandiera)     |  | Marco Haller        | 1991 |  |  |
|  | Svizzera (bandiera)    |  | Reto Hollenstein    | 1985 |  |  |
|  | Croazia (bandiera)     |  | Robert Kišerlovski  | 1986 |  |  |
|  | Russia (bandiera)      |  | Pavel Kočetkov      | 1986 |  |  |
|  | Norvegia (bandiera)    |  | Alexander Kristoff  | 1987 |  |  |
|  | Russia (bandiera)      |  | Vjačeslav Kuznecov  | 1989 |  |  |
|  | Paesi Bassi (bandiera) |  | Maurits Lammertink  | 1990 |  |  |
|  | Spagna (bandiera)      |  | Alberto Losada      | 1982 |  |  |
|  | Portogallo (bandiera)  |  | Tiago Machado       | 1985 |  |  |
|  | Russia (bandiera)      |  | Matvey Mamykin      | 1994 |  |  |
|  | Germania (bandiera)    |  | Tony Martin         | 1985 |  |  |
|  | Germania (bandiera)    |  | Marco Mathis        | 1994 |  |  |
|  | Danimarca (bandiera)   |  | Michael Mørkøv      | 1985 |  |  |
|  | Belgio (bandiera)      |  | Baptiste Planckaert | 1988 |  |  |
|  | Germania (bandiera)    |  | Nils Politt         | 1994 |  |  |
|  | Colombia (bandiera)    |  | Jhonathan Restrepo  | 1994 |  |  |
|  | Slovenia (bandiera)    |  | Simon Špilak        | 1986 |  |  |
|  | Estonia (bandiera)     |  | Rein Taaramäe       | 1987 |  |  |
|  | Spagna (bandiera)      |  | Ángel Vicioso       | 1977 |  |  |
|  | Danimarca (bandiera)   |  | Mads Würtz Schmidt  | 1994 |  |  |
|  | Germania (bandiera)    |  | Rick Zabel          | 1993 |  |  |
|  | Russia (bandiera)      |  | Il'nur Zakarin      | 1989 |  |  |

## Palmarès

### Corse a tappe
World Tour
- Tour de Suisse

4ª tappa (Simon Špilak)
Classifica generale (Simon Špilak)
Continental
- Volta a la Comunitat Valenciana

2ª tappa (Tony Martin)
- Étoile de Bessèges

2ª tappa (Alexander Kristoff)
- Tour of Oman

1ª tappa (Alexander Kristoff)
4ª tappa (Alexander Kristoff)
6ª tappa (Alexander Kristoff)
- Driedaagse De Panne - Koksijde

2ª tappa (Alexander Kristoff)
- Giro del Belgio

4ª tappa (Maurits Lammertink)
- Ster ZLM Toer

4ª tappa (José Gonçalves)
Classifica generale (José Gonçalves)
- Arctic Race of Norway

2ª tappa (Alexander Kristoff)

### Corse in linea
World Tour
- RideLondon - Surrey Classic (Alexander Kristoff)

Continental
- Rund um den Finanzplatz Eschborn-Frankfurt (Alexander Kristoff)

### Campionati nazionali
- Campionati russi

Cronometro (Il'nur Zakarin)
- Campionati tedeschi

Cronometro (Tony Marti)

### Campionati continentali
Nota: nei campionati continentali gli atleti gareggiano rappresentando la propria federazione, e non la squadra di appartenenza.
- Campionati europei

In linea Elite (Alexander Kristoff)

## Classifiche UCI

### Calendario mondiale UCI
Individuale
Piazzamenti dei corridori del Team Katusha-Alpecin nella classifica individuale dell'UCI World Tour 2017.
| Pos. | Ciclista            | Punti |
| ---- | ------------------- | ----- |
| 14   | Alexander Kristoff  | 1 806 |
| 15   | Il'nur Zakarin      | 1 686 |
| 55   | Simon Špilak        | 748   |
| 104  | Rick Zabel          | 326   |
| 115  | Jhonathan Restrepo  | 272   |
| 186  | José Gonçalves      | 98    |
| 190  | Maurits Lammertink  | 96    |
| 210  | Tony Martin         | 80    |
| 217  | Nils Politt         | 75    |
| 232  | Rein Taaramäe       | 65    |
| 240  | Pavel Kočetkov      | 61    |
| 246  | Robert Kišerlovski  | 58    |
| 256  | Baptiste Planckaert | 52    |
| 290  | Reto Hollenstein    | 36    |
| 292  | Sven Erik Bystrøm   | 35    |
| 305  | Matvey Mamykin      | 30    |
| 314  | Tiago Machado       | 26    |
| 325  | Vjačeslav Kuznecov  | 24    |
| 347  | Alberto Losada      | 20    |
| 382  | Mads Würtz Schmidt  | 10    |
| 394  | Ángel Vicioso       | 7     |
| 395  | Jenthe Biermans     | 6     |
| 424  | Michael Mørkøv      | 2     |

Squadra
Il Team Katusha-Alpecin ha chiuso in undicesima posizione con 5 619 punti.